# Palazzo Clam-Gallas
Palazzo Clam-Gallas (in ceco Clam-Gallasův palác) è una delle più belle residenze nobiliari di Praga, sito nella Città Vecchia, lungo la Husova, all'angolo con la centrale Karlova.

## Storia e descrizione

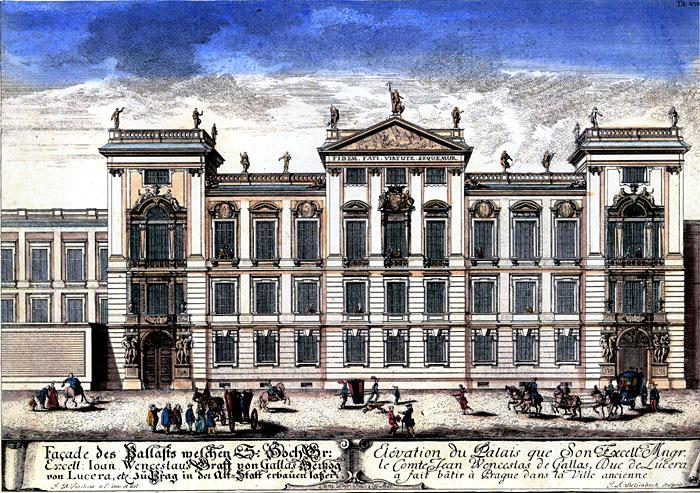
disegno originale della facciata, 1713

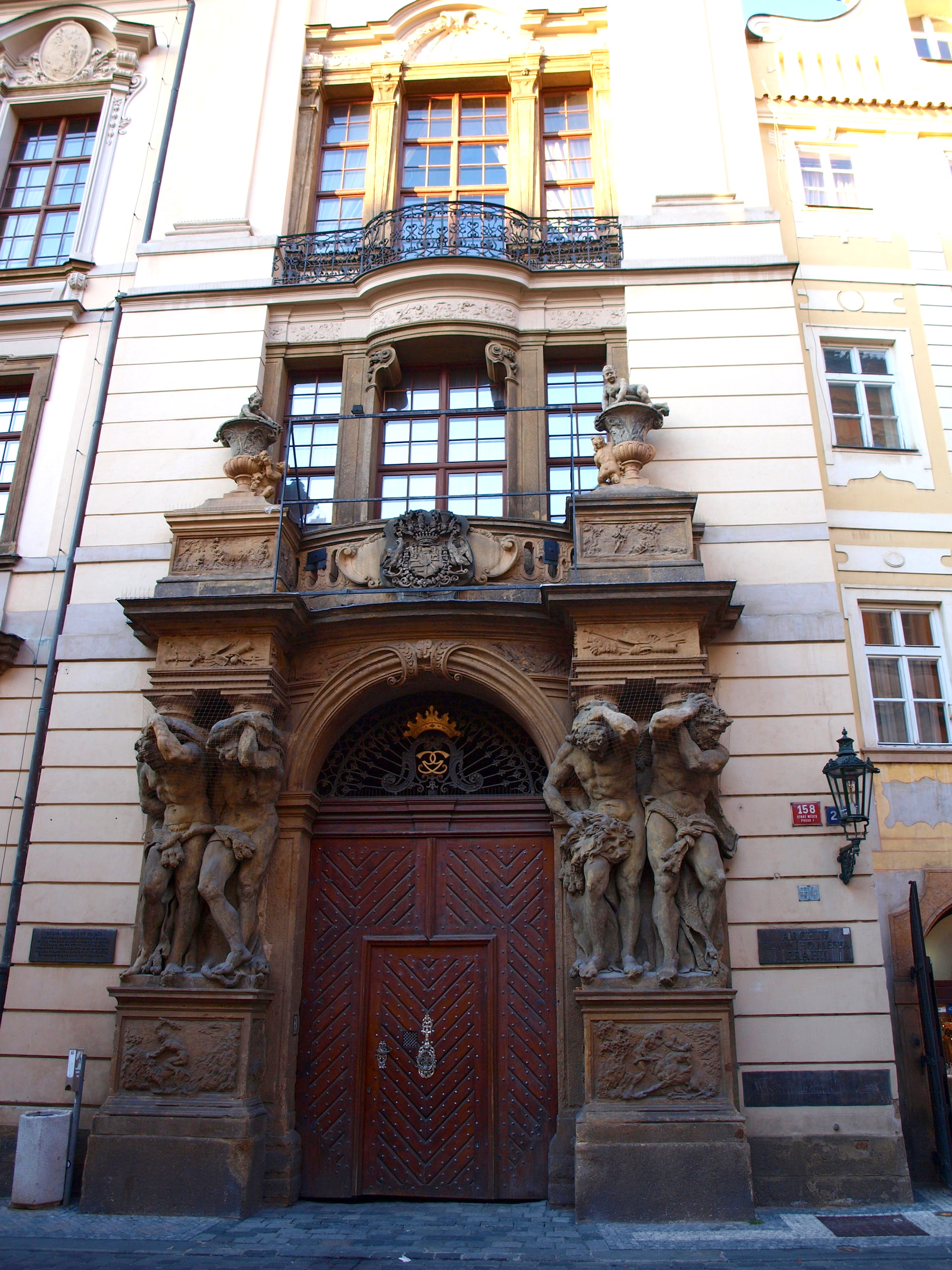
uno dei portali

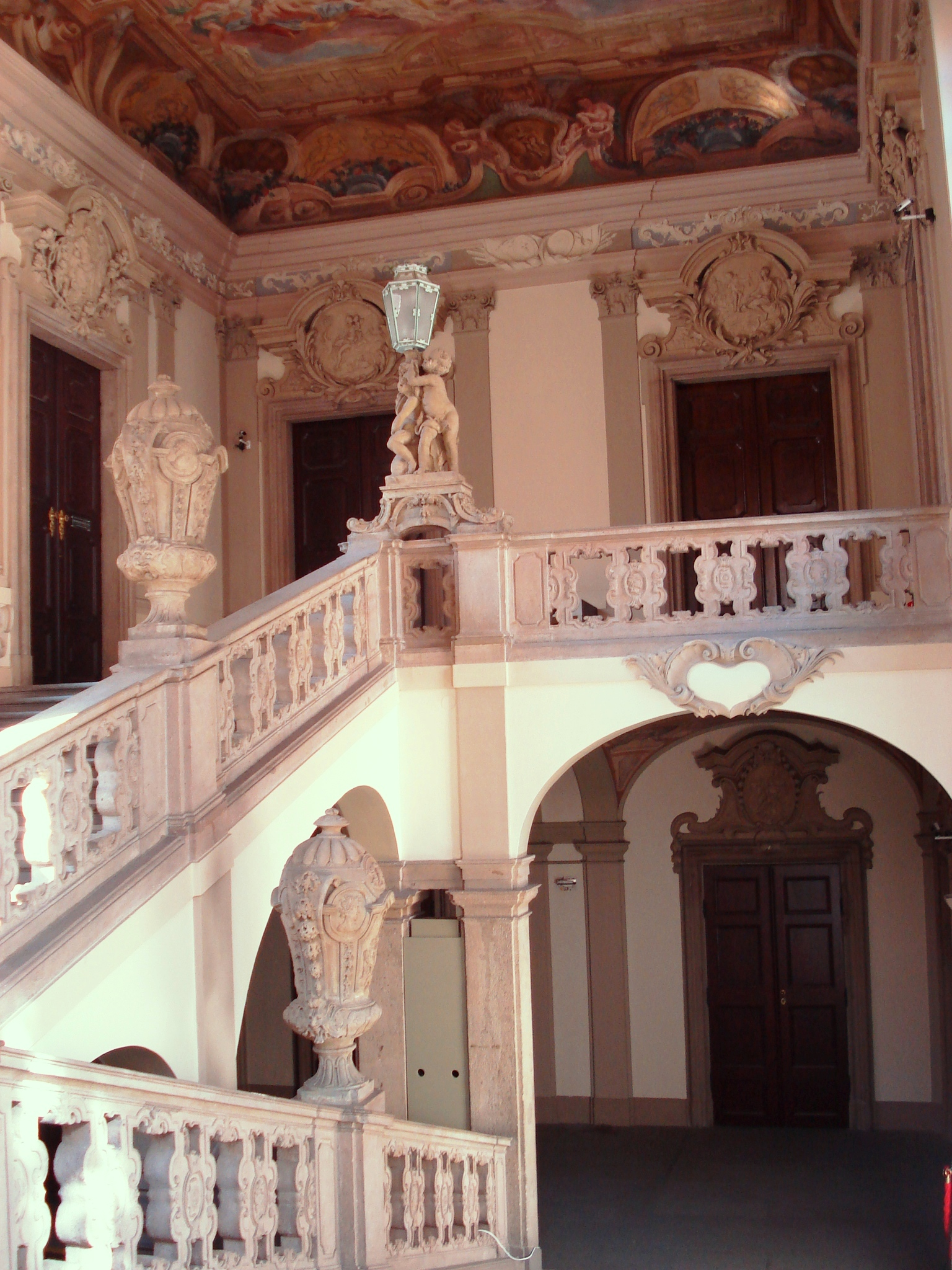
lo Scalone d'onore

L'edificio venne eretto per volere dal maresciallo supremo di Boemia e viceré di Napoli conte Johann Wenzel von Gallas, discendente del celebre condottiero Mattia Galasso. Von Gallas commissionò la costruzione della sua residenza cittadina al grande architetto austriaco Johann Bernhard Fischer von Erlach, che tra il 1713 e il 1719 realizzò la sua prima opera praghese.  Attraverso questa costruzione Fischer von Erlach introduce in città i primi elementi dell'architettura tardo-barocca e Palazzo Clam-Gallas diventerà un modello per la costruzione di altre residenze praghesi.
Il palazzo sorge su un lotto abbastanza vasto, ma dando sulla stretta Husova, la sua bella facciata barocca non rimane molto valorizzata. L'idea originale di Von Gallas era di acquistare le case di fronte al palazzo al fine di raderle e costituire una piazzetta che desse sfogo all'edificio, ma i fondi mancarono.
L'edificio si sviluppa intorno a una corte quadrata col piano nobile stranamente situato al secondo piano, per beneficiare al massimo della luce e vista panoramica, in un tessuto urbano assai stretto.
La facciata, di schema classico, si sviluppa orizzontalmente in cinque parti, con due padiglioni laterali e un corpo centrale sormontato da frontone triangolare. I portali d'accesso sono due, gemelli, posti simmetricamente nei padiglioni angolari, soluzione adattata per facilitare l'ingresso e uscita delle carrozze dal palazzo dato che in una stretta via come la Husova non avevano alcuna facilità di manovra, ma che così potevano beneficiare degli spazi d'angolo con le altre vie.
Verticalmente il palazzo è diviso in quattro livelli, il pianoterra e il primo piano si caratterizzano da un bugnato barocco, a sottolineare che il piano nobile si trova al secondo piano, come pure lo sviluppo dell'altezza delle finestre, crescente verso l'alto dell'edificio, che incrementa anche un senso di verticalità e imponenza. In cima al palazzo si ergono su balaustre barocche numerose statue.
I bei portali laterali sono impostati su coppie di grandi telamoni e sono inscritti in uno sviluppo verticale con le serliane dei piani superiori.
All'interno si apre lo splendido scalone d'onore su colonne, balaustre e trofei barocchi. Tutta la decorazione plastica venne realizzata fra il 1712 e il 1715 da Matthias Bernhard Braun, mentre quella pittorica, eseguita fra il 1727 e il 1730 è dovuta a Carlo Carlone.
Dopo il 1918 con il crollo della monarchia austro-ungarica, l'edificio venne prevalentemente affittato dalla famiglia Clam-Gallas ormai in ristrettezze economiche, sino alla sua definitiva confisca nel 1945 ad opera del comune di Praga che, dopo l'incendio dello storico municipio, trovò che il palazzo potesse essere un luogo sufficientemente sicuro per stoccare gli archivi della città. Ancora oggi il palazzo è di proprietà del comune di Praga che lo utilizza per concerti, mostre e festival cittadini.